# Eric Feins
Eric Feins (4 de abril de 1981) es un deportista estadounidense que compitió en remo. Ganó tres medallas en el Campeonato Mundial de Remo entre los años 2001 y 2003, en la prueba de ocho con timonel ligero.

## Palmarés internacional
| Campeonato Mundial | Campeonato Mundial | Campeonato Mundial | Campeonato Mundial      |
| Año                | Lugar              | Medalla            | Prueba                  |
| ------------------ | ------------------ | ------------------ | ----------------------- |
| 2001               | Lucerna (Suiza)    | Medalla de bronce  | Ocho con timonel ligero |
| 2002               | Sevilla (España)   | Medalla de bronce  | Ocho con timonel ligero |
| 2003               | Milán (Italia)     | Medalla de plata   | Ocho con timonel ligero |